# Milaan-San Remo 1941
De wielerklassieker Milaan-San Remo 1941 werd gereden op 19 maart 1941. De koers werd gewonnen door Pierino Favalli. 
17 renners eindigde samen op de 16e plaats dit waren: Osvaldo Bailo, Antonio Bevilacqua, Giovanni Brotto, Luigi Cafferata, Severino Canavesi, Cino Cinelli, Salvatore Crippa, Cesare Del Cancia, Giovanni De Stefanis, Giovanni Di Santi, Walter Generati, Augusto Introzzi, Glauco Servadei, Luciano Succi, Edoardo Taddei, Giovanni Valetti en Primo Volpi.

## Deelnemende ploegen
| Deelnemende teams    | Deelnemende teams | Deelnemende teams | Deelnemende teams |
| -------------------- | ----------------- | ----------------- | ----------------- |
| Bianchi              | Olympia           | Frejus            | Gloria            |
| Olmo                 | Viscontea         | Legnano           | Dop. Az. Vismara  |
| Dopolavoro Az. Cogne | DF Genova Venezia | Battisti-Aquilano | MVSN Roma         |
| Aquilano             |                   |                   |                   |

## Uitslag
| Milaan–San Remo 1941 |                    |                      |          |
| Plaats               | Naam               | Ploeg                | Tijd     |
| Winnaar              | Pierino Favalli    | Legnano              | 7u46'25" |
| 2                    | Mario Ricci        | Legnano              | +1'39"   |
| 3                    | Pietro Chiappini   | Olympia              | +5'37"   |
| 4                    | Fiorenzo Magni     | Bianchi              | z.t.     |
| 5                    | Mario De Benedetti | Legnano              | z.t.     |
| 6                    | Giordano Cottur    | Viscontea            | z.t.     |
| 7                    | Domenico Pedevilla | Olmo                 | z.t.     |
| 8                    | Giuseppe Magni     | Dop. Az. Vismara     | +8'25"   |
| 9                    | Enrico Mollo       | Olympia              | +8'29"   |
| 10                   | Fausto Coppi       | Bianchi              | +11'07"  |
| 11                   | Ruggero Moro       | Dopolavoro Az. Cogne | +11'09"  |
| 12                   | Gino Bartali       | Legnano              | z.t.     |
| 13                   | Aldo Bini          | Bianchi              | z.t.     |
| 14                   | Adolfo Leoni       | Bianchi              | z.t.     |
| 15                   | Olimpio Bizzi      | Bianchi              | z.t.     |
| 16                   | 17 renners         |                      | z.t.     |

1907 · 1908 · 1909 · 1910 · 1911 · 1912 · 1913 · 1914 · 1915 · 1916 · 1917 · 1918 · 1919 · 1920 · 1921 · 1922 · 1923 · 1924 · 1925 · 1926 · 1927 · 1928 · 1929 · 1930 · 1931 · 1932 · 1933 · 1934 · 1935 · 1936 · 1937 · 1938 · 1939 · 1940 · 1941 · 1942 · 1943 · 1944 · 1945 · 1946 · 1947 · 1948 · 1949 · 1950 · 1951 · 1952 · 1953 · 1954 · 1955 · 1956 · 1957 · 1958 · 1959 · 1960 · 1961 · 1962 · 1963 · 1964 · 1965 · 1966 · 1967 · 1968 · 1969 · 1970 · 1971 · 1972 · 1973 · 1974 · 1975 · 1976 · 1977 · 1978 · 1979 · 1980 · 1981 · 1982 · 1983 · 1984 · 1985 · 1986 · 1987 · 1988 · 1989 · 1990 · 1991 · 1992 · 1993 · 1994 · 1995 · 1996 · 1997 · 1998 · 1999 · 2000 · 2001 · 2002 · 2003 · 2004 · 2005 · 2006 · 2007 · 2008 · 2009 · 2010 · 2011 · 2012 · 2013 · 2014 · 2015 · 2016 · 2017 · 2018 · 2019 · 2020 · 2021 · 2022 · 2023 · 2024 · 2025
Lijst van beklimmingen